# Nikolaj Simonov
Nikolaj Simonov (Samara, 4 dicembre 1901 – Leningrado, 20 aprile 1973) è stato un attore sovietico.

## Filmografia parziale

### Attore
- Caino e Artëm, regia di Pavel Petrov-Bytov (1929)
- Ciapaiev, regia di Georgij Vasil'ev e Sergej Vasil'ev (1934)
- Gorjačie denёčki, regia di Iosif Chejfic (1935)
- Gde-to est' syn, regia di Artur Iosifovič Vojteckij (1962)

## Premi
- Artista popolare della RSFSR
- Artista del popolo dell'Unione Sovietica
- Premio Stalin
- Ordine di Lenin
- Eroe del lavoro socialista